# Tomas Grönqvist
Tomas Grönqvist född 2 oktober 1975 i Kilafors, företagare och tidigare professionell cyklist.
Tomas körde under sin tid som professionell cyklist i Amore & Vita (Italien 1999-2002, 2004) och Team Fakta (Danmark 2003). Han har representerat det Svenska Landslaget vid bland annat Cykel VM i Hamilton 2003 och Post Girot Open 2000. Under sina år som cyklist var han bosatt i Lucca i Italien och i Monaco. Efter cykelkarriären driver han konsultverksamhet inom cykling och jobbar som marknadschef för Bicycling, som är Sveriges största cykeltidning. 